# David S. Weiss
David S. Weiss ist ein US-amerikanischer Experimentalphysiker.
David Weiss studierte Physik am Amherst College mit dem Bachelor-Abschluss 1985, war Churchill Scholar an der Universität Cambridge und promovierte 1993 bei Steven Chu an der Stanford University. Als Post-Doktorand war er bei Serge Haroche an der École normale supérieure (Paris). Danach lehrte und forschte er an der University of California, Berkeley (Assistant Professor ab 1994), und ab 2001 an der Pennsylvania State University (ab 2001 Associate Professor, ab 2005 Professor), an der er Distinguished Professor ist.
Er befasst sich experimentell mit kalten Atomen in optischen Gittern. In zweidimensionalen optischen Gittern realisierte er eindimensionale Bosegase (Lieb-Liniger-Modell, Bose-Einstein-Kondensation) und eine Art Quantenversion eines Kugelstoßpendels (Newton’s Cradle). In dreidimensionalen optischen Gittern realisierte er Anordnungen einzelner kalter Atome, die für Realisierungen von Quantencomputern interessant sind. Er benutzte mit seiner Gruppe eindimensionale optische Gitter als Atomfallen für Präzisionsmessungen fundamentaler Symmetrien und Konstanten, zum Beispiel bei der Suche nach einem permanenten elektrischen Dipolmoment des Elektrons in kalten Cäsiumatomen (ein solches permanentes elektrisches Dipolmoment würde P- und T-Symmetrie verletzen, siehe Elektrisches Dipolmoment des Neutrons).
1996 erhielt er einen Early Career Award der National Science Foundation. 1997 war er Packard Fellow und Sloan Research Fellow. 2007 wurde er Fellow der American Physical Society und erhielt die Penn State Faculty Scholar Medal. 2015/16 stand er der Sektion Atom-, Molekül- und Optische Physik (DAMOP) der APS vor. 2022 erhielt er den Davisson-Germer-Preis für Pionierbeiträge zur experimentellen Darstellung von stark wechselwirkenden eindimensionalen Bosegasen und umwälzenden Studien zu ihrer Quantedynamik sowie für seine Beiträge zu Quantencomputern aus neutralen Atomen in optischen Gittern (Laudatio). Er ist Fellow der American Association for the Advancement of Science (2019).

## Schriften (Auswahl)
- mit T. Kinoshita, T. Wenger: Observation of a one-dimensional Tonks-Girardeau gas, Science, Band 305, 2004, S. 1125.
- mit T. Kinoshita, Trevor Wenger: Local pair correlations in one-dimensional Bose gases, Phys. Rev. Lett., Band 95, 2005, S. 190406.
- mit Toshiya Kinoshita, Toshiya, Trevor Wenger: All-optical Bose-Einstein condensation using a compressible crossed dipole trap, Phys. Rev. A, Band 71, 2005, S.  011602(R)
- mit T. Kinoshita, T. Wenger: A quantum Newton’s cradle, Nature, Band 440, 2006, S. 900
- mit Karl D. Nelson, Xiao Li: Imaging single atoms in a three-dimensional array, Nature Physics, Band 3, 2007, S. 556
- mit X. Li u. a.: 3D projection sideband cooling, Phys. Rev. Lett., Band 108, 2012, S. 103001
- mit K. Zhu, N. Solmeyer: A low noise, nonmagnetic fluorescence detector for precision measurements, Review of Scientific Instruments, Band 83, 2012, S. 113105
- mit A. Reinhard, R. Hipolito u. a.: Self-trapping in an array of coupled 1D Bose gases, Phys. Rev. Lett., Band 110, 2013, S. 033001.
- mit K. Zhu, N. Solmeyer, C. Tang: Absolute polarization measurement using a vector light shift, Phys. Rev. Lett., Band 111, 2013, S. 243006
- mit Y. Wang, X. Zhang, T. Corcovilos, A. Kumar: Coherent addressing of individual neutral atoms in a 3D optical lattice, Physical Review Letters, Band 115, 2015, S. 043003
- mit L. Xia, L.A. Zundel, J. Carrasquilla, A. Reinhard, J. Wilson, M. Rigol: Quantum distillation and confinement of vacancies in a doublon sea, Nature Physics, Band 11, 2015, S. 316–320
- mit Y. Wang, A. Kumar, T.-Y. Wu: Single-qubit gates based on targeted phase shifts in a 3D neutral atom array, Science, Band 352, 2016, S.  1562
- mit M. Saffman: Quantum computing with neutral atoms, Physics Today, Band 70, Nr. 7, 2017, S. 44.
- mit A. Kumar, T.-Y. Wu, Felipe Giraldo: Sorting ultracold atoms in a 3D optical lattice in a realization of Maxwell’s demon, Nature, Band 561, 2018, S. 83
- mit  T.-Y. Wu, A. Kumar, F. Giraldo: Stern-Gerlach detection of neutral atom qubits in a state-dependent optical lattice, Nature Physics, Band 15, 2019, S. 538–542
- mit J. Wilson, N. Malvania, Y. Le, Y. Zhang, M. Rigol: Observation of dynamical fermionization, Science, Band 367, 2020, S. 1461
- mit N. Malvania, Y. Zhang, Y. Le, J. Dubail, M. Rigol; Generalized hydrodynamics in strongly interacting 1D Bose gases, Science, Band 373, 2021, S. 1129